# Night of Champions 2009
Night of Champions 2009 è stata la terza edizione dell'evento in pay-per-view Night of Champions, prodotto dalla World Wrestling Entertainment. L'evento si è svolto il 26 luglio 2009 al Wachovia Center di Philadelphia.
Il main event fu quello per li World Heavyweight Championship tra il campione CM Punk e lo sfidante Jeff Hardy, vinto da Hardy mentre l'altro incontro principale fu il triple threat match valevole per il WWE Championship tra il campione Randy Orton e gli sfidanti Triple H e John Cena. Gli altri incontri predominanti dell'evento furono Maryse contro Mickie James per il WWE Divas Championship e Rey Mysterio contro Dolph Ziggler per l'Intercontinental Championship.

## Storyline
La rivalità principale del roster di SmackDown! fu quella per il World Heavyweight Championship tra il campione CM Punk e lo sfidante Jeff Hardy. Il mese precedente a Extreme Rules, Punk incassò il Money in the Bank sconfiggendo Hardy per vincere il titolo dopo che Hardy aveva sconfitto poco prima Edge in un ladder match. Hardy ottenne la rivincita contro Punk il 15 giugno a Raw in un triple threat match che includeva anche Edge, vinto da Punk. Nelle settimane successive, i due ebbero diversi confronti circa sul regno di Punk per poi affrontarsi a The Bash dove Punk perse per squalifica dopo aver colpito l'arbitro con un calcio alla schiena per essere poi attaccato da Hardy.
Nella puntata di Raw del 29 giugno il General Manager della serata, Batista, organizzò un mini-torneo per decretare lo sfidante al WWE Championship di Randy Orton. Più avanti, la sera stessa, Triple H e John Cena si qualificarono per la finale dopo aver rispettivamente sconfitto Montel Vontavious Porter e The Miz in semifinale. Nella puntata di Raw del 6 luglio, dopo che la Legacy aveva interferito durante l'incontro tra Triple H e Cena, facendolo terminare in no-contest, il General Manager della serata, Ted DiBiase Sr., annunciò un Triple Threat match tra Orton, Triple H e Cena con in palio il WWE Championship per Night of Champions.
Nella puntata di ECW del 9 luglio Christian sconfisse Vladimir Kozlov, diventando così lo sfidante all'ECW Championship detenuto da Tommy Dreamer. Un match tra Dreamer e Christian con in palio l'ECW Championship fu poi annunciato per Night of Champions.
A The Bash, Edge e Chris Jericho, dopo essersi inseriti a sorpresa nell'incontro, vinsero un Triple Threat Tag Team match che includeva anche i campioni, i Colóns (Carlito e Primo), e la Legacy (Cody Rhodes e Ted DiBiase), conquistando così lo Unified WWE Tag Team Championship per la prima volta. Nella puntata di Raw del 6 luglio, dopo che avevano difeso con successo i titoli contro i Colóns nella rivincita, il General Manager della serata, Ted DiBiase Sr., sancì un match tra Edge e Jericho contro la Legacy con in palio i titoli di coppia unificati per Night of Champions. Nella puntata di Raw del 13 luglio, dopo che Edge era stato costretto a rendere vacante i titoli a causa di un grave infortunio al tendine d'Achille, Jericho annunciò che avrebbe poi scelto un nuovo partner per difendere lo Unified WWE Tag Team Championship contro la Legacy a Night of Champions.
Nella puntata di SmackDown del 10 luglio Dolph Ziggler attaccò brutalmente l'Intercontinental Champion Rey Mysterio. Dopo che avevano avuto un confronto verbale durante la puntata di Superstars del 16 luglio, fu sancito un match tra Mysterio e Ziggler con in palio l'Intercontinental Championship per Night of Champions.
A The Bash, Michelle McCool sconfisse la campionessa Melina, conquistando così il Women's Championship per la prima volta. Un rematch tra le due con il titolo in palio fu poi annunciato per Night of Champions.
Nella puntata di Raw del 29 giugno Mickie James vinse un Fatal 4-Way match che includeva anche Beth Phoenix, Kelly Kelly e Rosa Mendes, diventando la sfidante al Divas Championship di Maryse. Un match tra Maryse e Mickie con in palio il titolo fu poi sancito per Night of Champions.
Per Night of Champions fu inoltre annunciato un Six-pack Challenge match con in palio lo United States Championship di Kofi Kingston, il quale lo avrebbe dovuto difendere contro Carlito, Jack Swagger, The Miz, Montel Vontavious Porter e Primo.

## Risultati
| #    | Stipulazioni                                                                                    | Durata                                                   | Tempo |
| ---- | ----------------------------------------------------------------------------------------------- | -------------------------------------------------------- | ----- |
| Dark | The Cryme Tyme hanno sconfitto David Hart Smith e Tyson Kidd                                    | Tag team match                                           | —     |
| 1    | Big Show e Chris Jericho (c) hanno sconfitto Cody Rhodes e Ted DiBiase Jr.                      | Tag team match per lo Unified WWE Tag Team Championship  | 12:08 |
| 2    | Christian ha sconfitto Tommy Dreamer (c)                                                        | Single match per l'ECW Championship                      | 08:35 |
| 3    | Kofi Kingston (c) ha sconfitto Carlito, Jack Swagger, The Miz, Montel Vontavious Porter e Primo | Six-pack challenge per il WWE United States Championship | 08:35 |
| 4    | Michelle McCool (c) ha sconfitto Melina                                                         | Single match per il WWE Women's Championship             | 06:12 |
| 5    | Randy Orton (c) ha sconfitto John Cena e Triple H                                               | Triple threat match per il WWE Championship              | 22:23 |
| 6    | Mickie James ha sconfitto Maryse (c)                                                            | Single match per il WWE Divas Championship               | 08:36 |
| 7    | Rey Mysterio (c) ha sconfitto Dolph Ziggler (con Maria)                                         | Single match per il WWE Intercontinental Championship    | 16:00 |
| 8    | Jeff Hardy ha sconfitto CM Punk (c)                                                             | Single match per il World Heavyweight Championship       | 14:56 |